# 1912年中華民国臨時大総統選挙
1912年中華民国臨時大総統選挙（1912ねんちゅうかみんこくりんじだいそうとうせんきょ、繁: 1912年中華民國臨時大總統選舉）は、1912年（民国元年）2月15日に中華民国臨時政府が行った、臨時大総統を選出する選挙である。

## 概要
1911年10月10日に辛亥革命が発生し、1912年1月1日には孫文が初代臨時大総統に就任して南京に中華民国臨時政府が成立したものの、依然として順天府（北京）の清朝政府は存続しており、内閣総理大臣の袁世凱率いる北洋軍を主力として革命派に抵抗していた。臨時政府との幾度にわたる交渉（南北和議）の結果、袁世凱は自らが臨時大総統に就任することを条件として革命派を支持することに同意した。1月20日、臨時政府は宣統帝の退位後の待遇を取り決める「清室優待条件」を清朝政府に提出した。1月22日、孫文は「袁世凱が宣統帝の退位に賛成するならば、臨時大総統を辞職して袁世凱にその地位を譲る」という声明を発表した。袁世凱はこれを承諾し、宣統帝の退位をさらに強く迫るようになった。隆裕太后は「清室優待条件」を受け入れ、2月12日に「清室退位詔書」を公布し、同時に清朝の滅亡を宣言した。袁世凱は臨時政府に「共和政体に絶対賛同する」という電報を送り、それを受け取った孫文は2月13日に臨時参議院に辞表を提出して後任に袁世凱を推薦した。
2月15日、臨時参議院は臨時大総統選挙を実施し、袁世凱が当選した。3月13日、袁世凱は北京で臨時大総統に就任した。2月20日には臨時副総統選挙が実施され、黎元洪が当選した。

## 選挙制度
選挙は1912年2月15日に南京で行われ、臨時参議院が臨時大総統を選出した。各省に1票ずつ投票権が与えられ、袁世凱が17票を獲得して臨時大総統に選出された。同日、黎元洪は臨時副総統の職を辞任した。2月20日に臨時副総統選挙が行われ、黎元洪が17票を獲得して臨時副総統に再選された。

## 候補者

### 臨時大総統候補者
| 無所属 |
| 袁世凱 |
|        |

### 臨時副総統候補者
| 無所属 |
| 黎元洪 |
|        |

## 選挙結果

### 臨時大総統選挙
| 候補者                                 | 候補者             | 所属政党           | 得票数 | 得票率 |
|                                        | 袁世凱             | 無所属             | 17     | 100.0% |
|                                        |                    |                    |        |        |
| 有効票数（有効率）                     | 有効票数（有効率） | 有効票数（有効率） | 17     | 100.0% |
| 無効票数（無効率）                     | 無効票数（無効率） | 無効票数（無効率） | 0      | 0.00%  |
|                                        |                    |                    |        |        |
| 投票総数（投票率）                     | 投票総数（投票率） | 投票総数（投票率） | 17     | 100.0% |
| 棄権者数（棄権率）                     | 棄権者数（棄権率） | 棄権者数（棄権率） | 0      | 0.00%  |
|                                        |                    |                    |        |        |
| 定数                                   | 定数               | 定数               | 17     | 100.0% |
| 出典：「中華民國選舉史」中央選挙委員会 |                    |                    |        |        |

### 臨時副総統選挙
| 候補者                                 | 候補者             | 所属政党           | 得票数 | 得票率 |
|                                        | 黎元洪             | 無所属             | 17     | 100.0% |
|                                        |                    |                    |        |        |
| 有効票数（有効率）                     | 有効票数（有効率） | 有効票数（有効率） | 17     | 100.0% |
| 無効票数（無効率）                     | 無効票数（無効率） | 無効票数（無効率） | 0      | 0.00%  |
|                                        |                    |                    |        |        |
| 投票総数（投票率）                     | 投票総数（投票率） | 投票総数（投票率） | 17     | 100.0% |
| 棄権者数（棄権率）                     | 棄権者数（棄権率） | 棄権者数（棄権率） | 0      | 0.00%  |
|                                        |                    |                    |        |        |
| 定数                                   | 定数               | 定数               | 17     | 100.0% |
| 出典：「中華民國選舉史」中央選挙委員会 |                    |                    |        |        |